# Ảnh nóng
Ảnh nóng hay ảnh nóng bỏng (tiếng Anh: glamour photography) là một dạng nhiếp ảnh trong đó các đối tượng được phác họa ở tư thế dâm dục, từ đầy đủ quần áo cho đến khỏa thân. Từ lóng này còn có thể là uyển ngữ của ảnh khiêu dâm. Đối với người mẫu ảnh nóng thì hình dáng và kích thước cơ thể sẽ liên quan trực tiếp đến thành công. Thể loại nhiếp ảnh này được gọi một cách thông tục là "ảnh mát mẻ" đối với nữ và "ảnh 6 múi" hay "ảnh cơ bắp" đối với nam.

## Hình ảnh

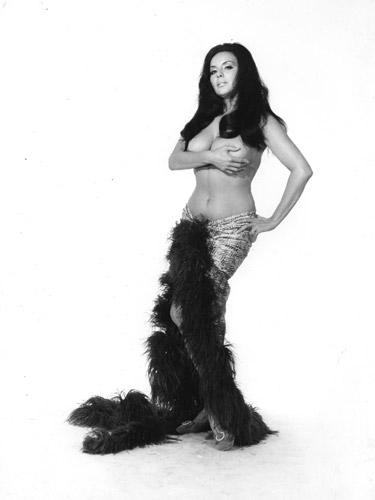
Nữ diễn viên, người mẫu Isabel Sarli, ảnh chụp khoảng năm 1973
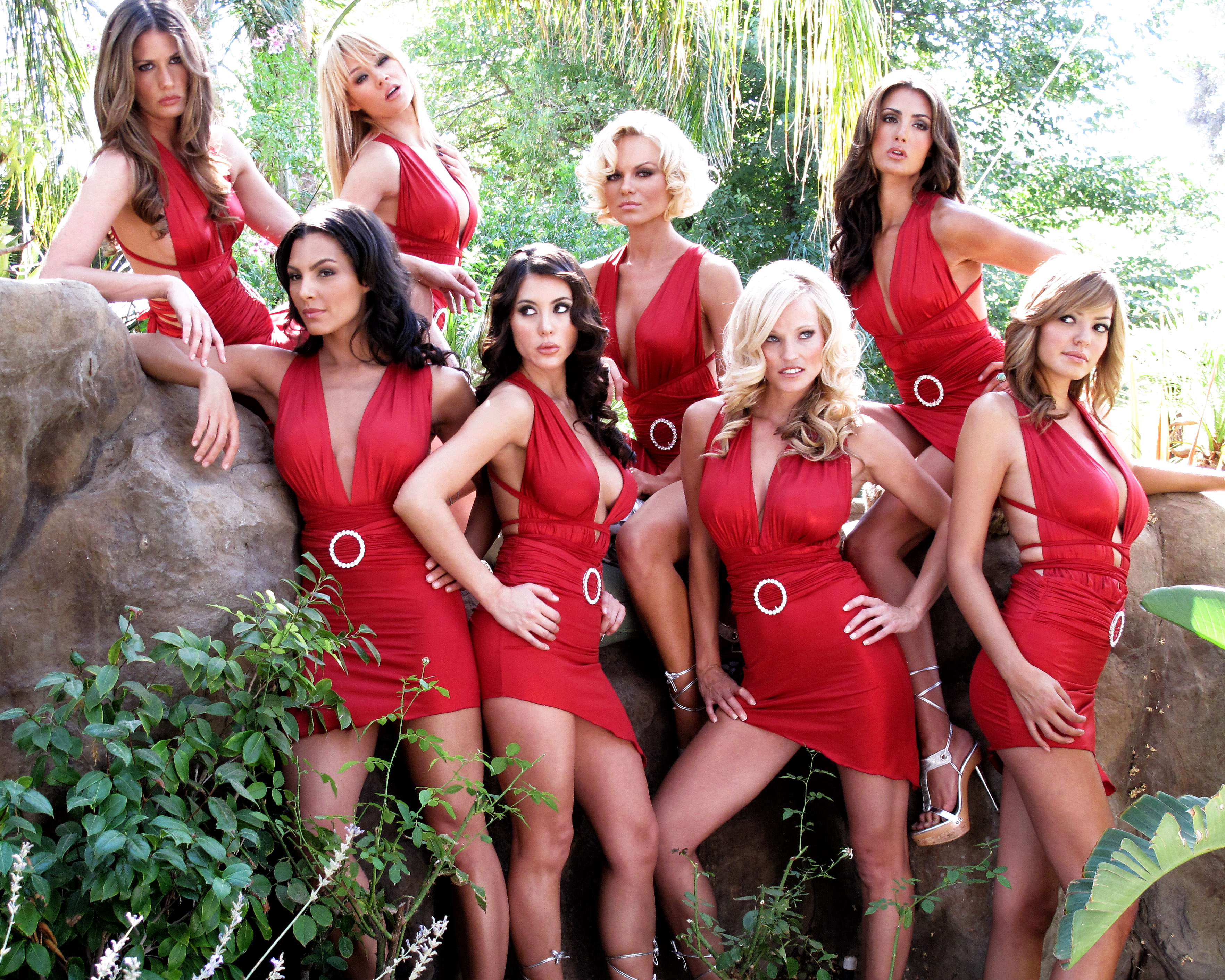
Người mẫu tạo dáng cho ảnh bìa một tạp chí, chụp năm 2008
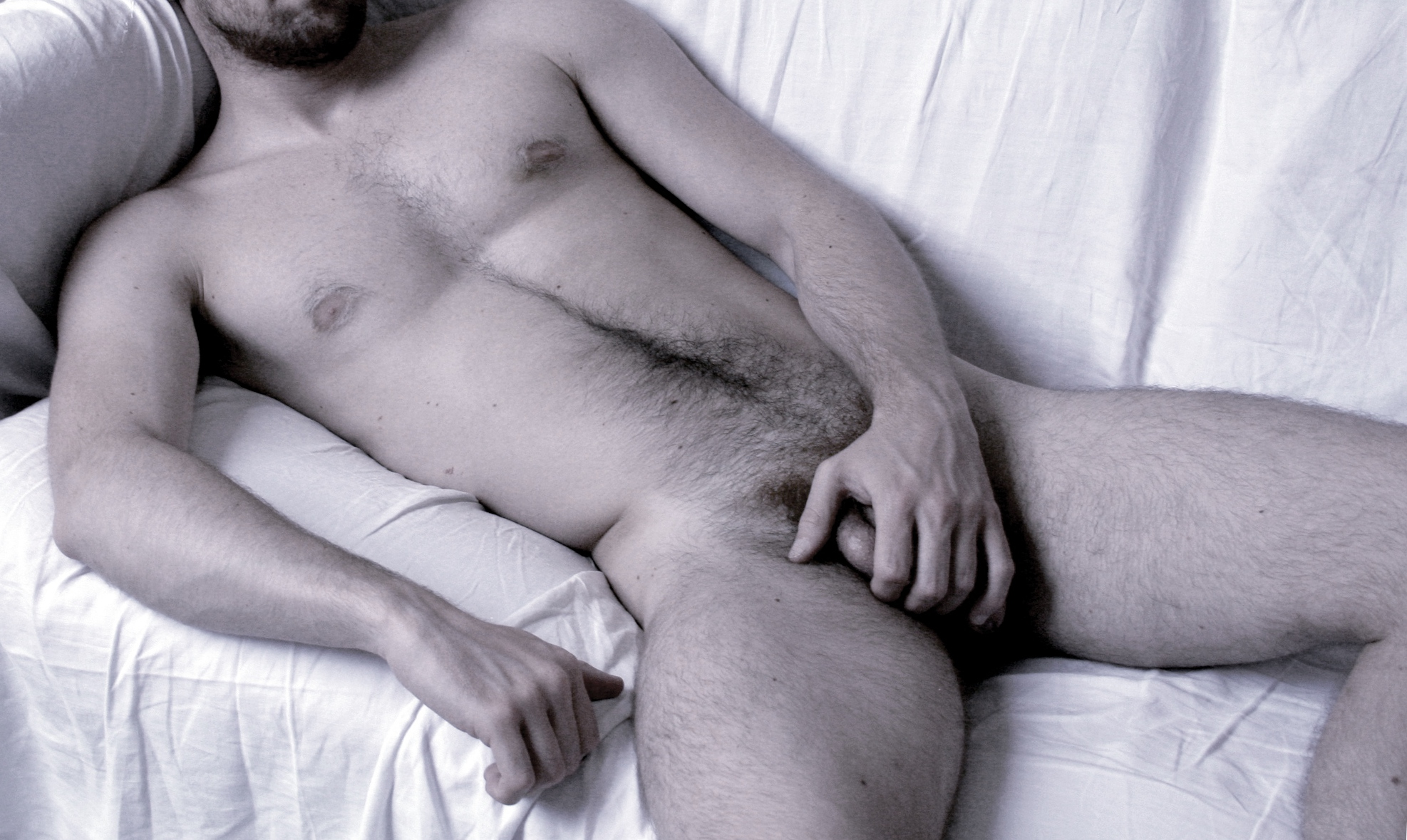
Mẫu nam khỏa thân, ảnh chụp năm 2009
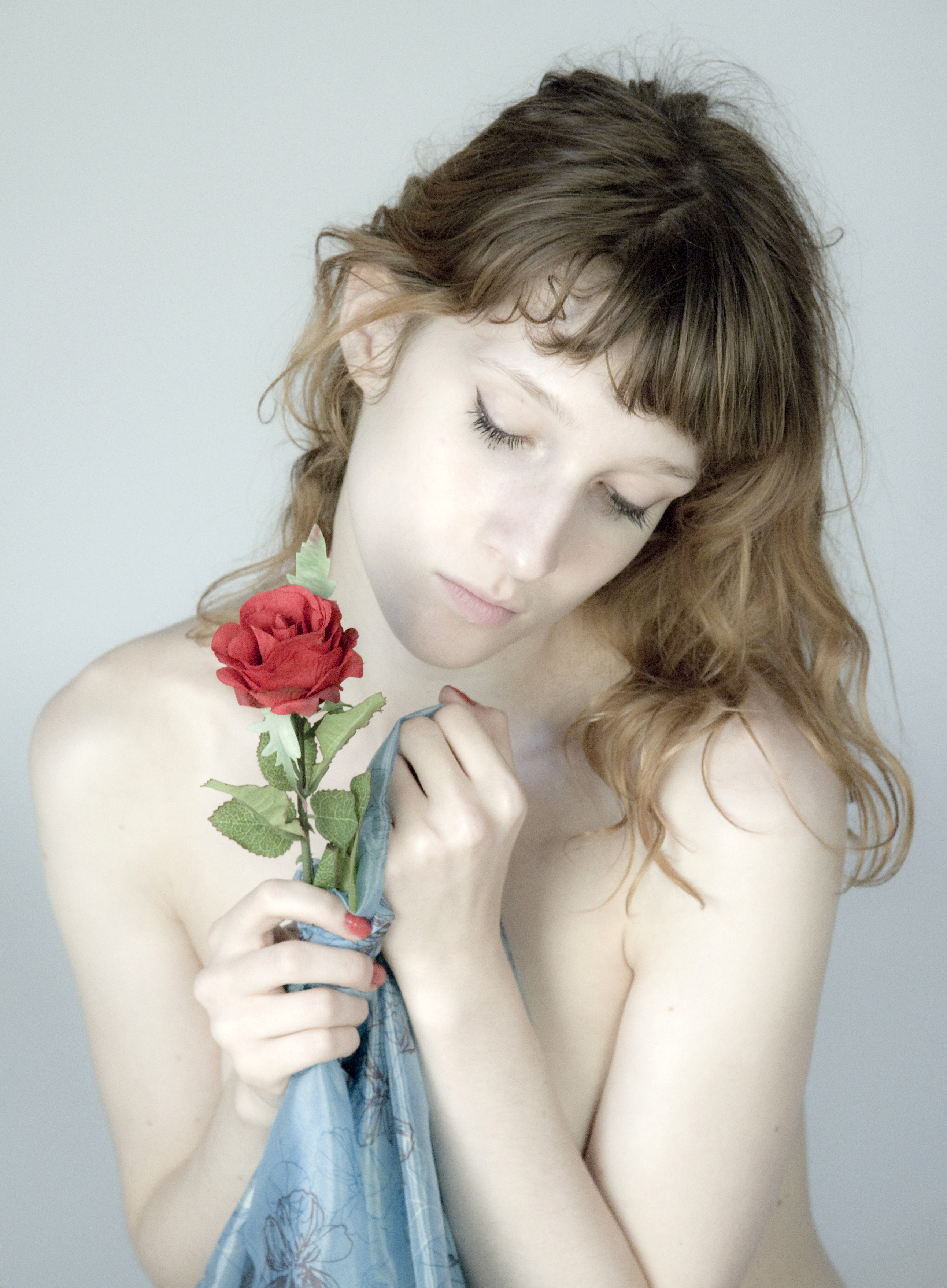
Hình tượng quyến rũ đầy mê hoặc, ảnh chụp năm 2011
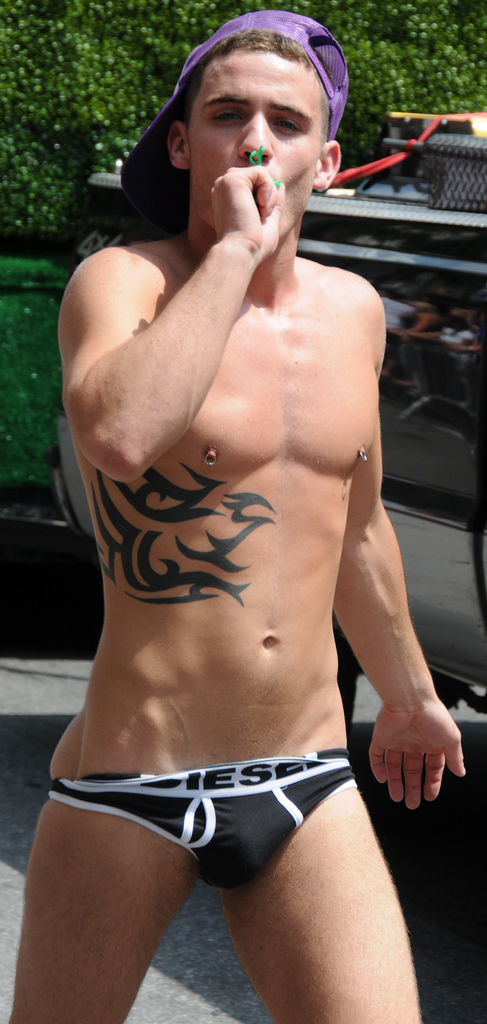
Mẫu nam bán khỏa thân cùng bộ quần lót, ảnh chụp năm 2009
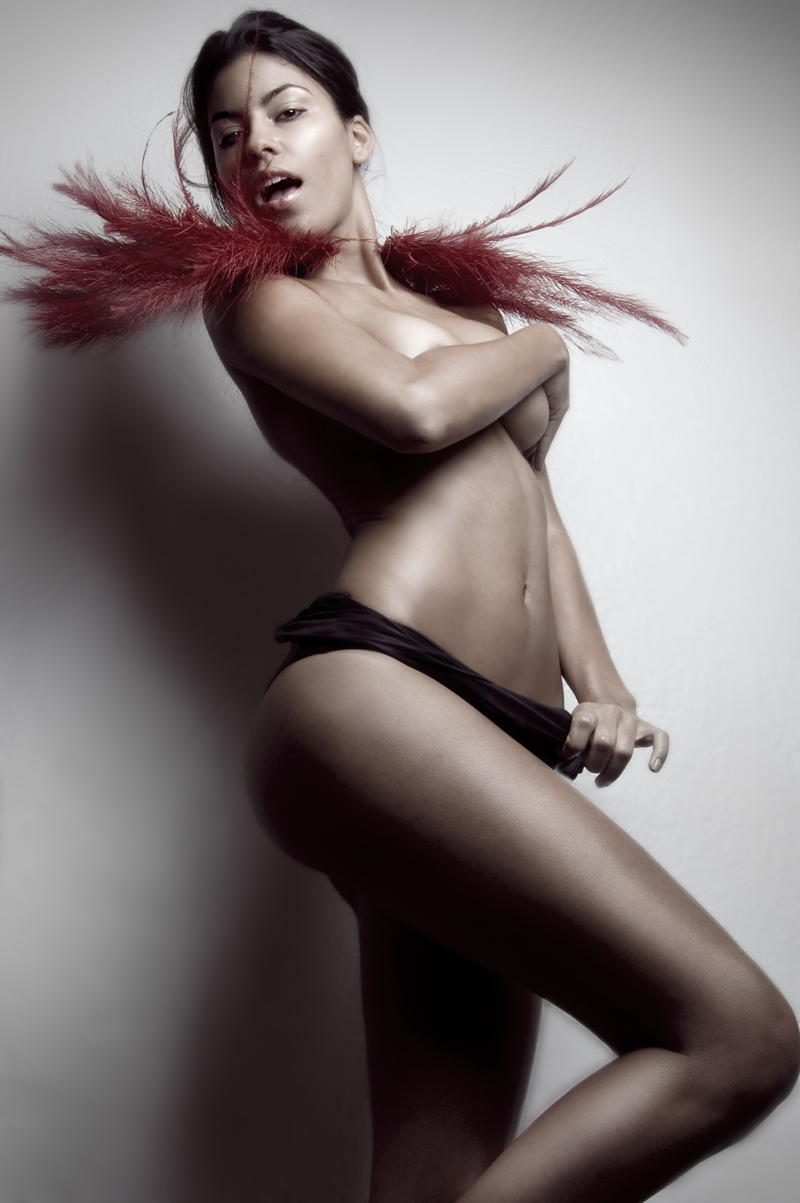
Mẫu ảnh nóng bán khỏa thân, sử dụng kỹ thuật che ngực, ảnh chụp năm 2007
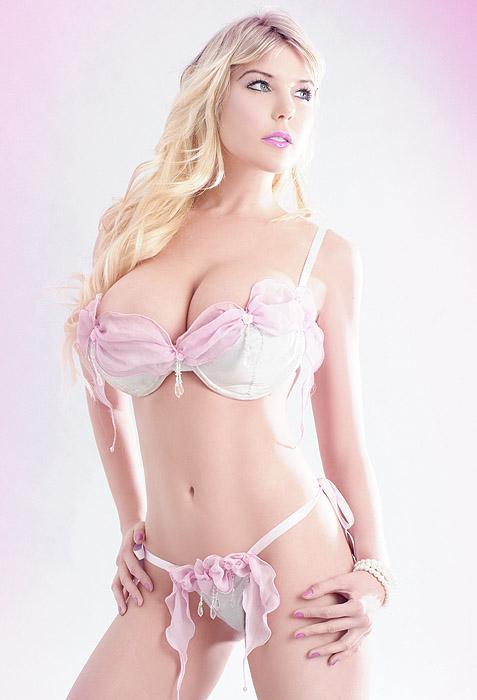
Nữ diễn viên, người mẫu Alyssa Nicole Pallett tạo dáng trong một bức ảnh nóng, chụp năm 2009
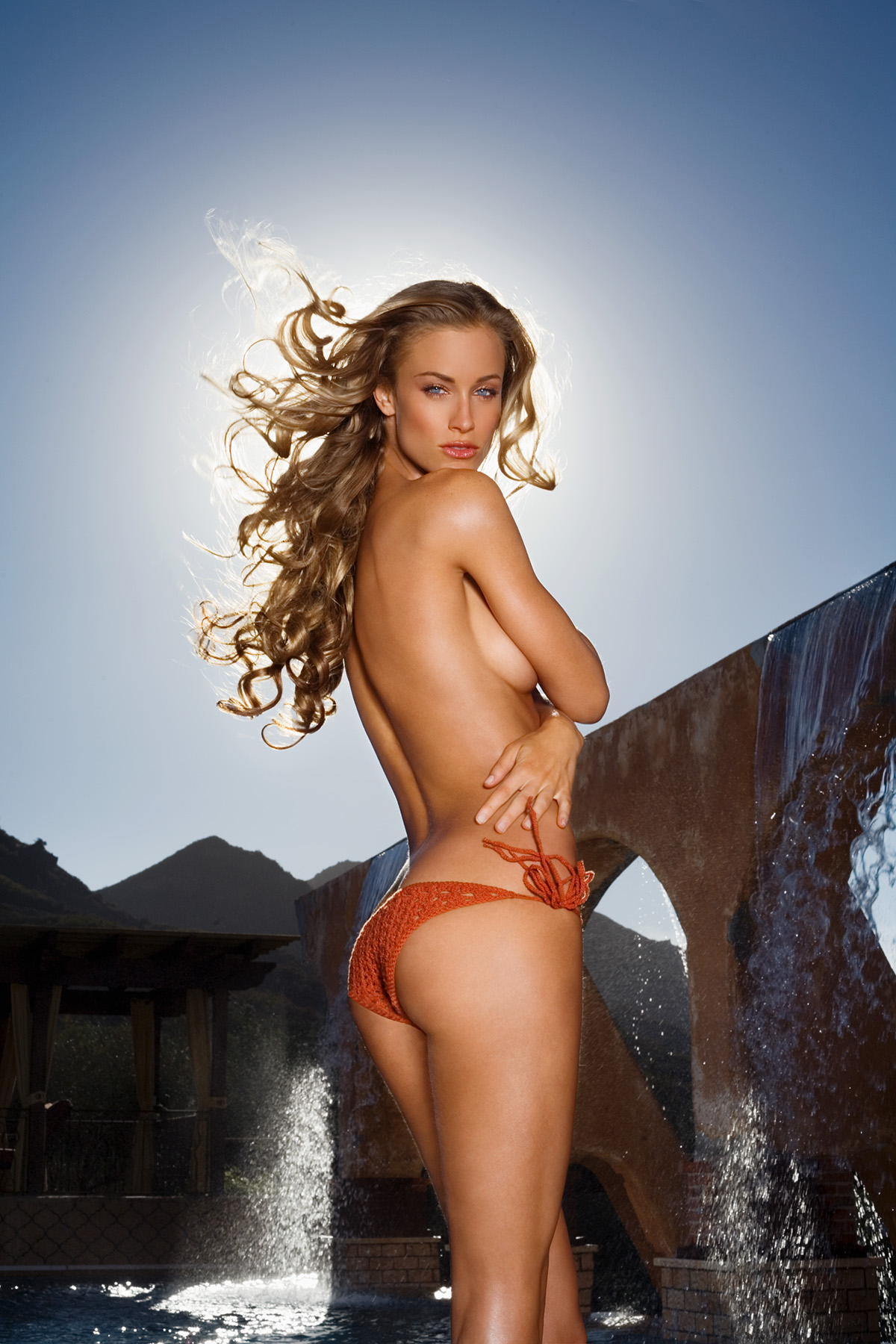
Người mẫu Michele Merkin